# Akçakoca
Akçakoca är en stad i Düzce-provinsen i västra Svartahavsregionen i Turkiet, belägen cirka 200 km öster om Istanbul. Den är centralort för distriktet Akçakoca. med en folkmängd på 27 878 invånare (2022). Staden har fått sitt namn efter en turkisk hövding från 1300-talet som erövrade området åt det Osmanska riket, och en staty har rests till hans ära. Bland turistattraktionerna finns stränder och en liten ruin av en genuesisk borg. Akçakoca är också regionalt centrum för odling av hasselnötter.

## Namn
Under antiken låg på den plats där Akçakoca ligger idag en stad kallad Dia, eller Diospolis. Efter den turkiska erövringen fick staden namnet Akçaşehir, vilket ändrades till Akçakoca år 1934.

## Befolkning
Akçakoca har en uppskattad befolkning på omkring 30 000 invånare, men under sommarmånaderna ökar antalet på grund av turism och sommarstugeägare. Efter kriget mellan Osmanska riket och Ryssland 1877–1878 emigrerade många människor, främst med ursprung i Pontus-regionen – såsom lazer, georgier och abchazer – från sina hemländer och slog sig ner i Akçakoca.

## Galleri

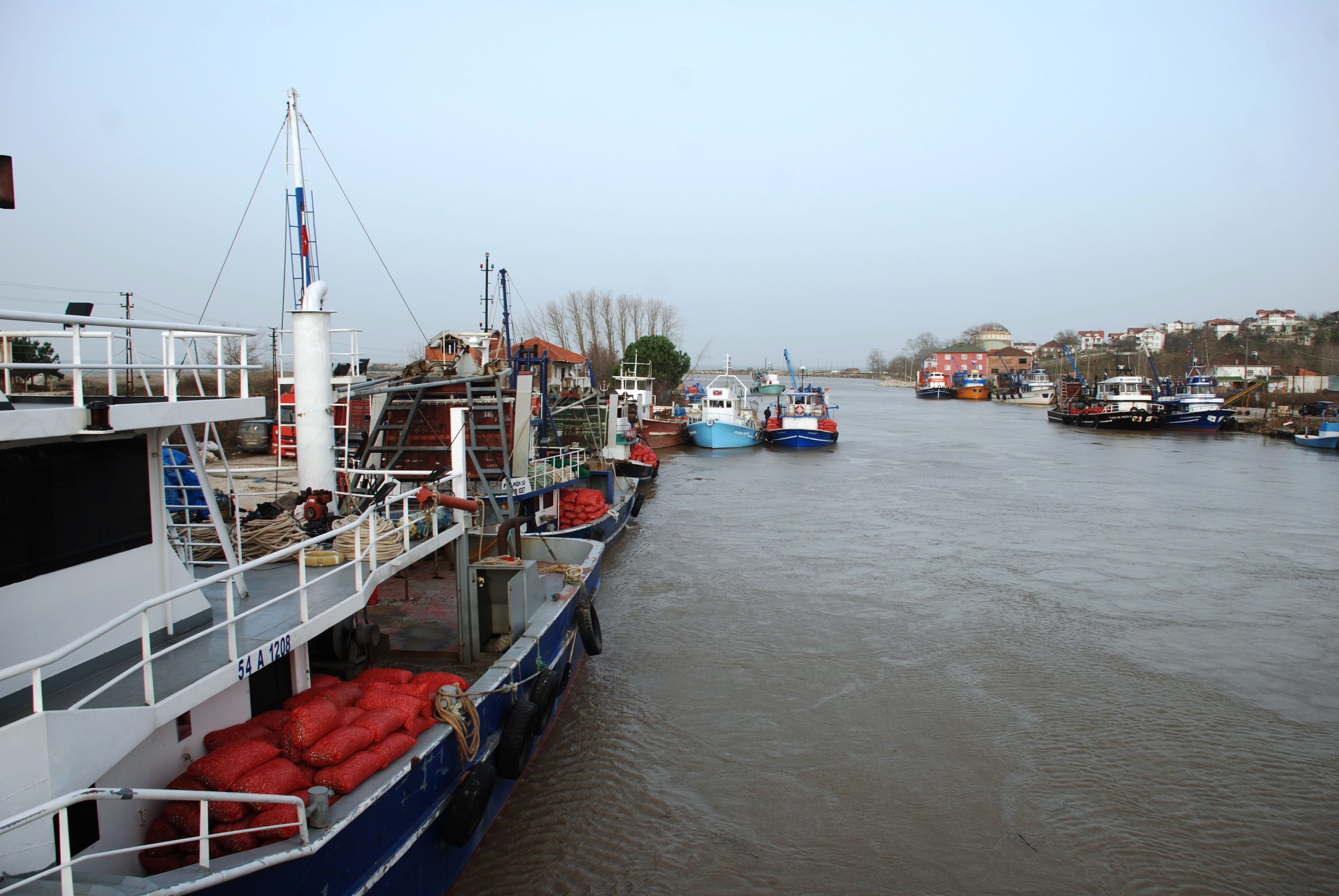
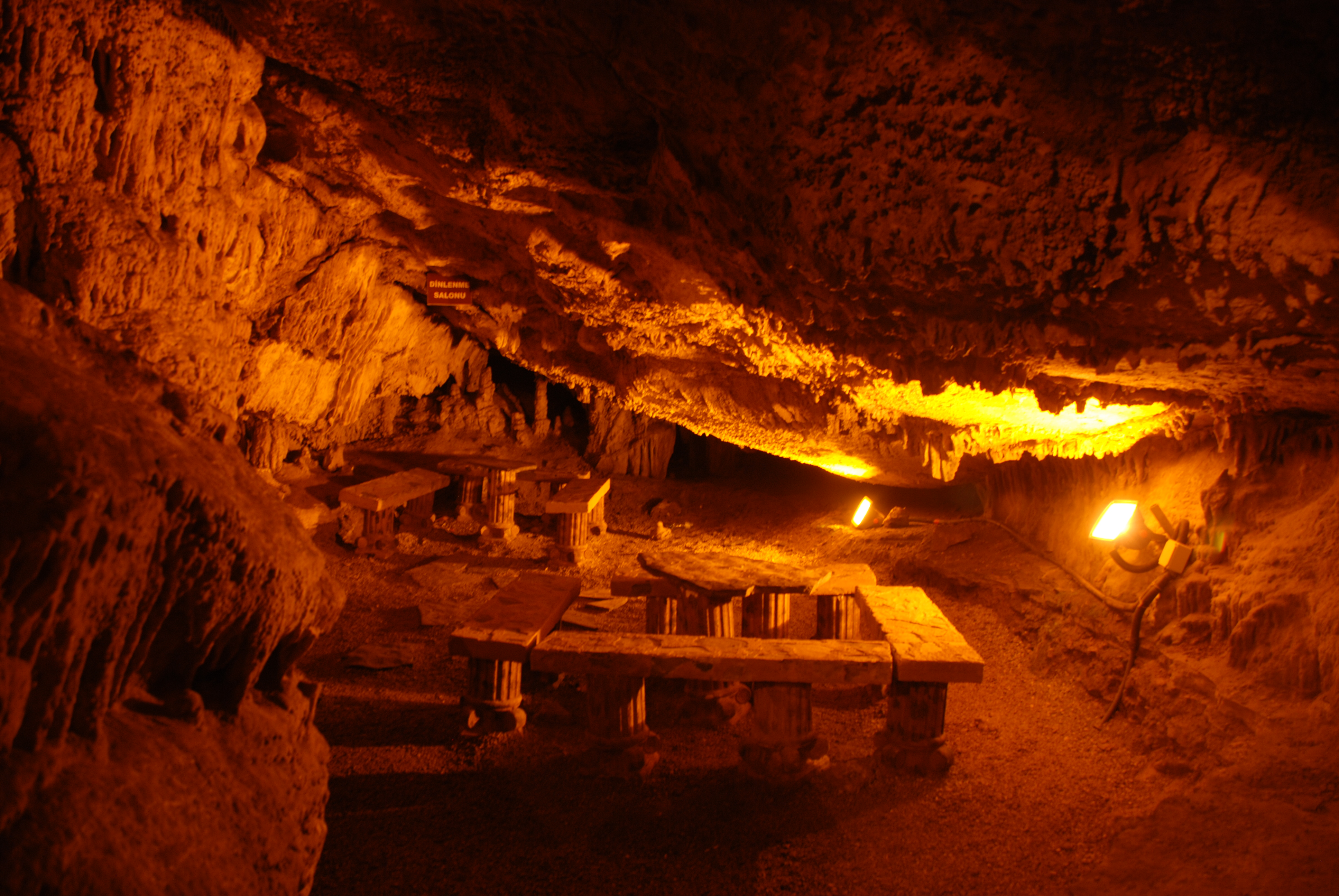
Fakıllı-grottan
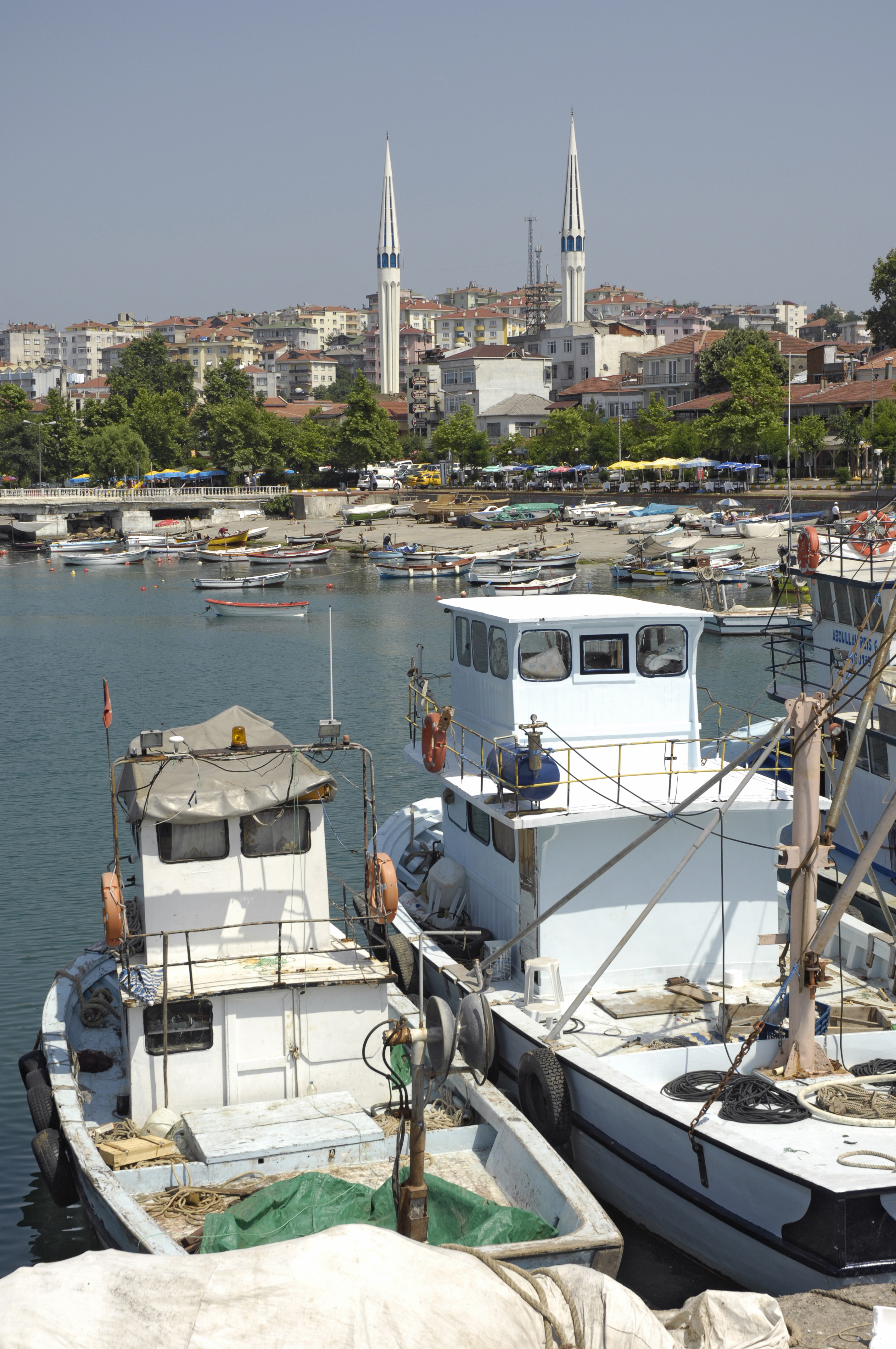
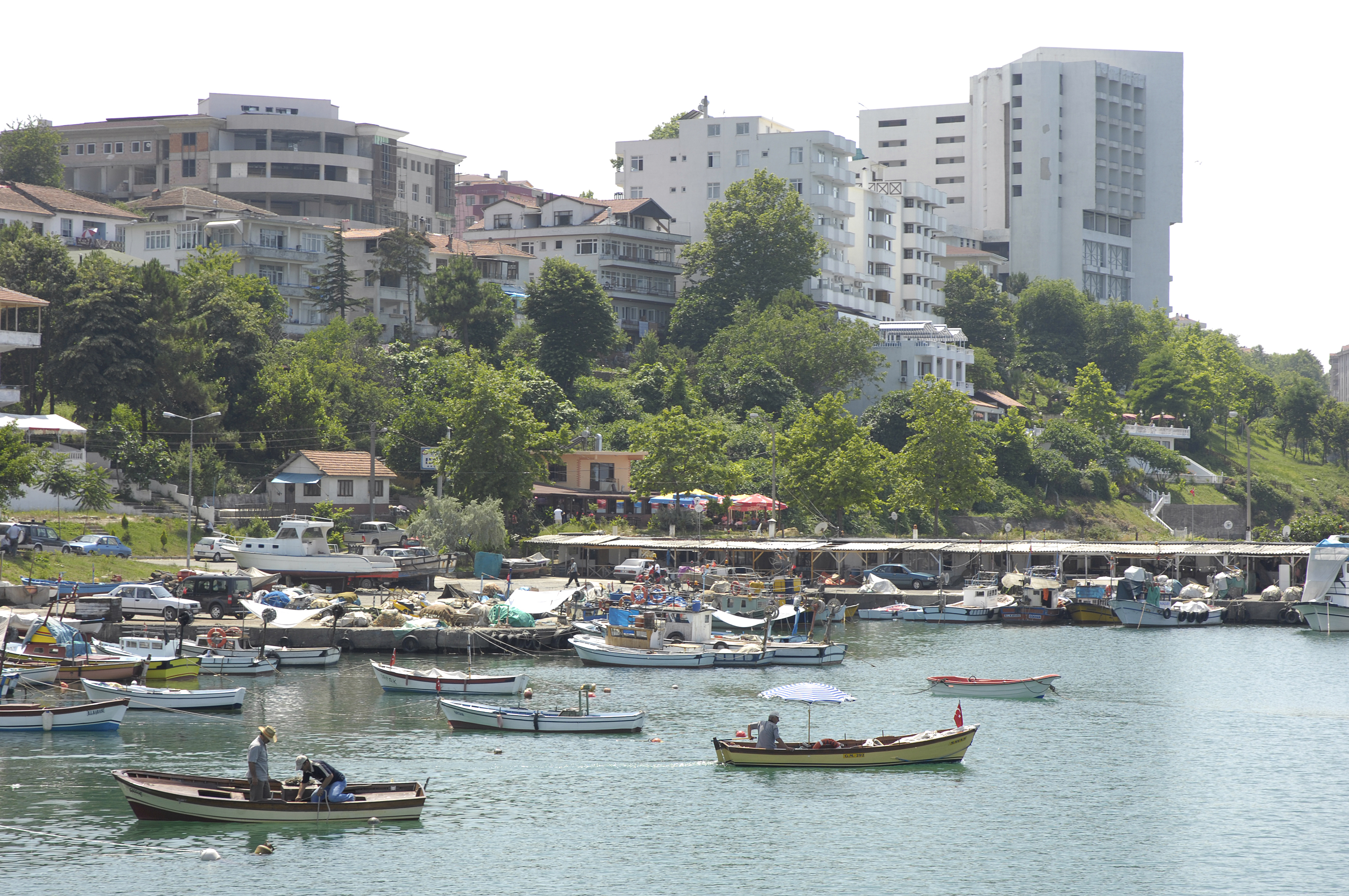
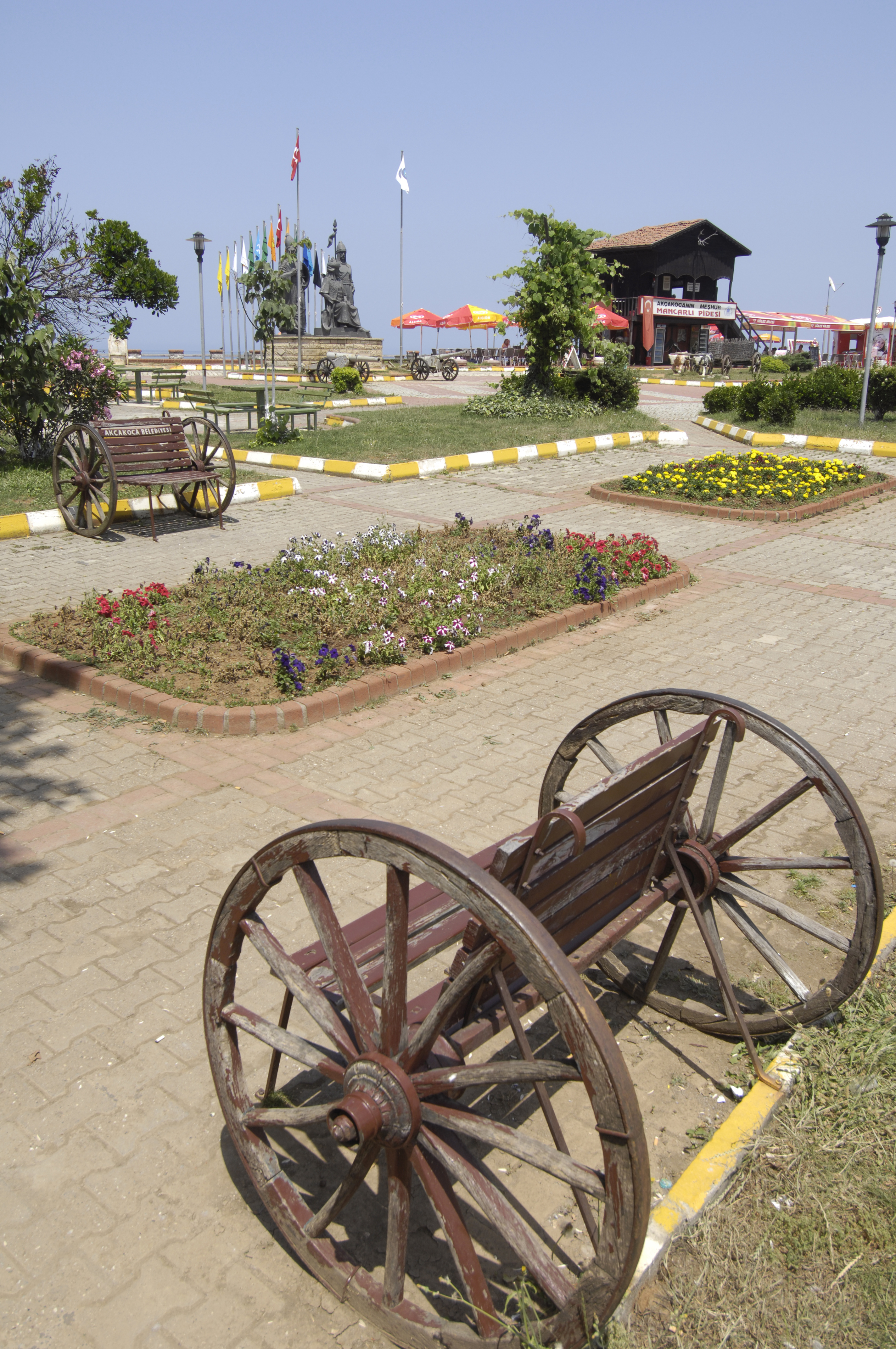
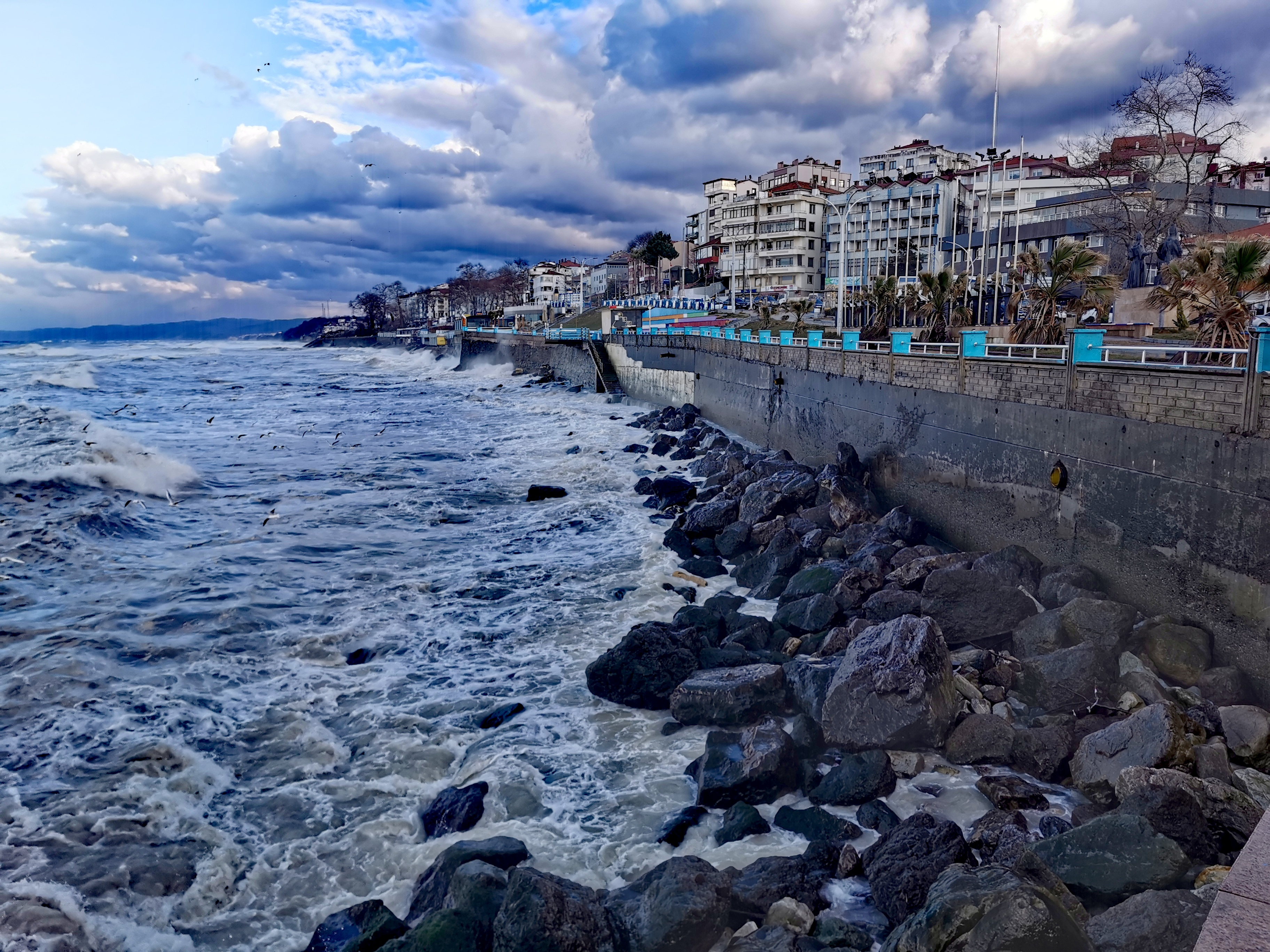
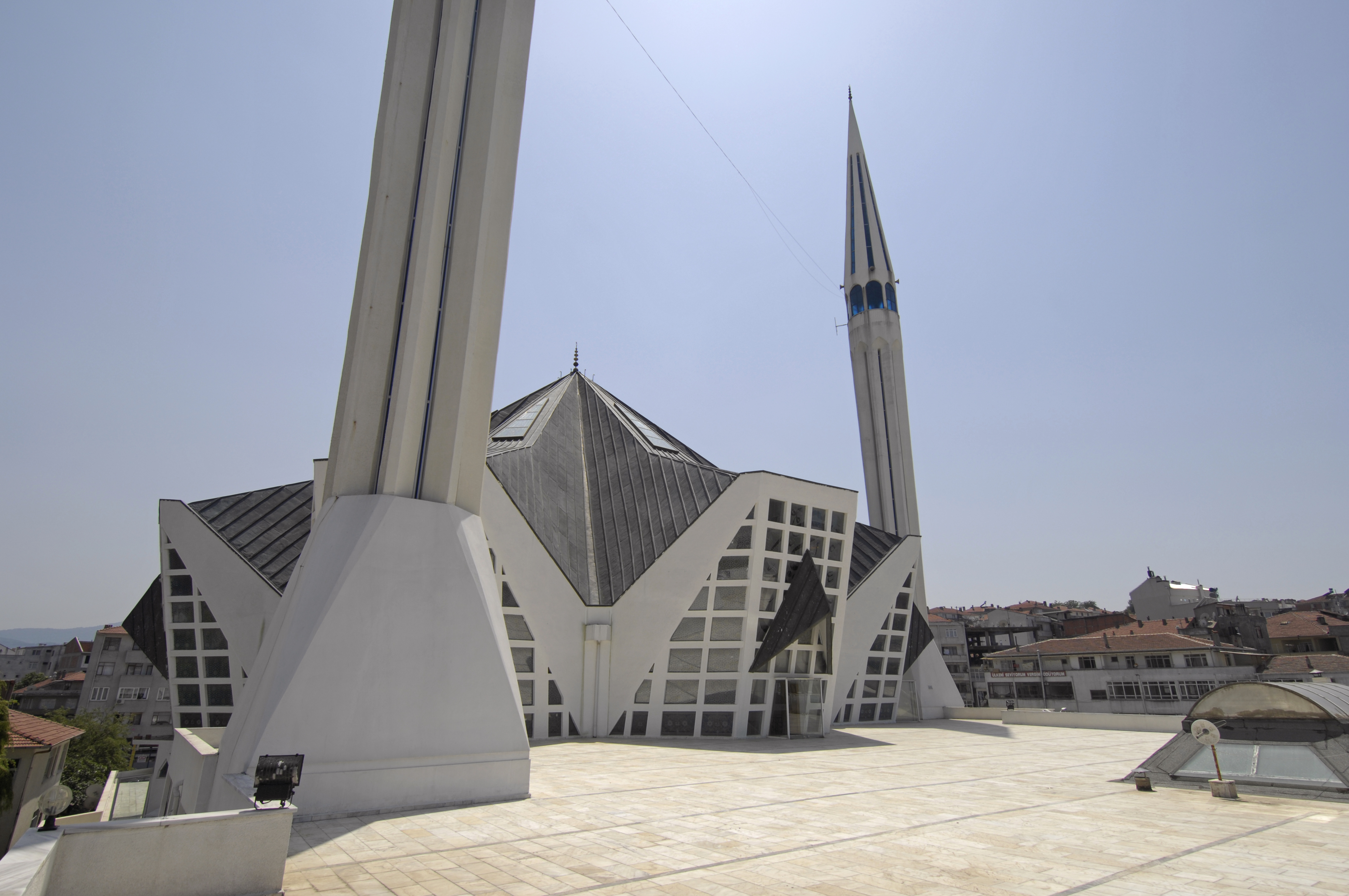
Akçakoca Merkez Camii